# Francis Carquet
Francis Carquet, né le 12 octobre 1845 à Séez et mort le 23 juillet 1899 à Paris, est un juriste et un homme politique français.

## Biographie
Il est le fils de l'homme politique, François Carquet.
Après des études de droit, il devient avocat. Toutefois, il semble impatient de se lancer en politique. 
Lors de la guerre de 1870, il s'engage comme officier porte-drapeau de la garde nationale mobile de Savoie. Il est fait prisonnier. 
À son retour, il est nommé juge de paix à Moûtiers. 
Il devient membre de l'Académie de la Val d'Isère. Il est vice-président du Comice agricole de Moûtiers et de la section tarine du Club alpin français.
En 1878, il est élu conseiller général et garde son mandat jusqu'à sa mort. Il est l'auteur d'une proposition pour allonger la parcourant la Tarentaise avec un allongement jusqu'à la frontière située au col du Petit-Saint-Bernard avec une brochure intitulée Le percement du Petit-Saint-Bernard. Etude des avantages incontestables que présente la ligne du Petit-Saint-Bernard sur celles du Simplon et du Mont-Blanc considérées comme voies internationales (1880-81, lire en ligne sur Gallica).
Il est élu député de la Savoie le 22 septembre 1889 dans la circonscription de Moûtiers et il le restera jusqu'à sa mort en juillet 1899.